# Station Frévin-Capelle
Station Frévin-Capelle is een spoorwegstation in de Franse gemeente Frévin-Capelle.